# دریاچه بوتاقره
دریاچه بوتاقره (به قزاقی: Botakara) یک دریاچه در قزاقستان است که در بلندی‌های قزاق واقع شده‌است.